# محمود حسين (صحفي)
محمود حسين هو محرر؛ مراسل؛ مذيع؛ باحث وصحافي مصري ولد بتاريخ 12 ديسمبر 1966 بمدينة الجيزة، وعمل لفترة طويلة لصالح قناة الجزيرة قبل أن يحصل على شهرة كبيرة بعد حادث الزج به في السجون المصرية في شهر ديسمبر من العام 2016 وذلك بتهمة تشويه صورة مصر وقواتها العسكرية.

## النشأة
ولد محمود يوم 12 ديسمبر/كانون الأول 1966 في زاوية أبو مسلم بمحافظة الجيزة لأب متوسط الحال يعمل بالزراعة، وهو الأول بين أربعة ذكور إضافة إلى خمس أخوات.
التحق بكلية الاقتصاد والعلوم السياسية في جامعة القاهرة حيث تخرج منها عام 1988، ثم حصل على تمهيدي الماجستير في العام التالي، ثم عاد لدراسة القانون مجددا وحصل على ليسانس الحقوق بنفس الجامعة عام 1994، كما درس التاريخ في كلية الآداب، وحصل على دبلوم العلوم السياسية من معهد الدراسات العربية التابع لجامعة الدول العربية؛ كان ذلك عام 1998.

## المسيرة المهنية
بدأ محمود حسين مسيرته المهنية كمحرر ومعد للبرامج السياسية بإذاعة صوت العرب المصرية، وظل بها لنحو عشر سنوات، حيث عمل حينها في العديد من الجهات، منها عمله كباحث في مركز الدراسات السياسية والإستراتيجية بمؤسسة الأهرام، ثم في مركز دراسات الوحدة العربية بمكتب القاهرة، ثم في مركز الدراسات الحضارية، كما عمل محررا صحفيا بمكتب صحيفة الشرق القطرية بالقاهرة.
تحوّل محمود حسين للعمل التلفزيوني ابتداء من عام 1997، وذلك بعدما انتقل إلى قناة النيل للأخبار؛ حيث عمل صحفيا ومراسلا، ثم ترقى إلى درجة كبير المراسلين قبل أن يُصبح مديرا لقسم المراسلين بالقناة. ثم انتقل بعد ذلك للعمل مع قناة العالم الإخبارية الإيرانية وذلك في عام 2004، ثم أصبح مراسلا لتلفزيون البحرين في العام التالي، ثم مراسلا لتلفزيون السودان عام 2006، قبل أن يدير مكتب قناة الرافدين العراقية، ثم مكتب التلفزيون السوداني بالقاهرة.
في أواخر 2010، انتقل محمود حسين للعمل رسميا في قناة الجزيرة القطرية، حيث عمل منتجا ثم مراسلا في مكتبها بالقاهرة. هذا وتجدر الإشارة إلى أن محمود شارك في تغطية الأحداث التي شهدتها مصر والتي عٌرفت فيما بعد بثورة 25 يناير من العام 2011، ثم استمر في عمله حتى أغلقت السلطات المصرية مكتب الجزيرة بالقاهرة منتصف 2013، فانتقل إلى العمل بمقر القناة في الدوحة كمنتج في قسم المراسلين.

## الاعتقال

### الخلفية
توترت العلاقات بين البلدين وذلك عقب الأزمة الدبلوماسية مع قطر التي فرضتها 4 دول عربية من بينها مصر نفسها، لكن هذا التوتر كان قائما من قبل؛ خاصة بعد بث إذاعة الجزيرة (القطرية) لفيلم العساكر الذي تناول التجنيد الإجباري في مصر، وقد شهد هذا الفيلم ردود أفعال قوية خاصة من قناة صدى البلد التي اتهمت محمود بالوقوف وراء إنتاج الفيلم مما أدى إلى استنفار في الرأي العام. هذا وتجدر الإشارة إلى أن العلاقة بين السلطات المصرية والقناة القطرية متوترة منذ ترأس السيسي لمصر، وذلك عقب بث الجزيرة للعديد من الأحداث التي شهدتها مصر ولعل أبرزها مجزرتي فض اعتصامي رابعة العدوية والنهضة والتي بثتهما على الهواء مباشرة صباح الـ 14 أغسطس عام 2013. كما أن السلطات المصرية لها سوابق عديدة في اعتقال صُحفيي الجزيرة؛ ولعل أشهرهم ما عُرفت بقضية خلية الماريوت، بالإضافة إلى اعتقال مراسل الجزيرة الآخر عبد الله الشامي.

### يوم الاعتقال
في 20 ديسمبر/كانون الأول من عام 2016، عاد محمود حسين للقاهرة في إجازة سنوية فأوقفته سلطات الأمن المصرية في المطار لمدة 14 ساعة، ثم عاودت اعتقاله، ثم قامت بتفتيش منزله واعتقال شقيقيه (عمر وناجح) حيث تم إخفاؤهم قسريا ليومين، قبل أن تعلن نيابة أمن الدولة عن حبسه لمدة 15 يوما على ذمة التحقيق في مزاعم «نشر أخبار وبيانات وشائعات كاذبة حول الأوضاع الداخلية لمصر، واصطناع مشاهد وتقارير إعلامية وأخبار كاذبة.»، وقد ردت الجزيرة على هذه الاتهامات الموجهة لحسين بأنها «ملفقة وكيدية.»
في المقابل، فقد بتث قناة صدى البلد المصرية الخاصة مقطع فيديو يظهر فيه محمود وهو يعترف بأن فيلم العساكر (الذي كانت الجزيرة قد بتثه في وقت سابق) «تضمن مشاهد لتشويه القوى العسكرية والجندية المصرية، وأن إدارة قناة الجزيرة تنتهج نهجا غير مسؤول ويتضمن استراتيجية لمعاداة الدولة المصرية.»

### ما بعد الاعتقال
خَلَّفَ اعتقال محمود من طرف السلطات المصرية جدلا كبيرا، حيث أصدرت منظمات وشخصيات إعلامية وحقوقية بيانات تستنكر فيه توقيفه بتلك الطريقة.
في مارس/آذار 2017 (بعد حوالي 4 شهور من «الاعتقال الإداري»)، حذرت أسرة محمود حسين من تدهور حالته الصحية نتيجة الظروف القاسية والمضايقات التي يتعرض لها في سجن طرة بالقاهرة وذلك حسب ما أوردته قناة الجزيرة، وقد حصلت هذه الأخيرة (التي يعمل كمراسل لصالحها) على أول صور للصحافي محمود، ثم صرحت نفس القناة أن مراسلها فقد الكثير من وزنه، وبدا عليه الإرهاق والتعب. 
في يوم الخميس الموافق 4 فبراير 2021 أُطلق سراح محمود حسين بعد مرور ما يقارب أربعة أعوام على اعتقاله، وذلك تنفيذا لقرار المحكمة التي حكمت بإطلاق سراحه مع إجراءات احترازية ومنها المبيت ليلتين في قسم الشرطة المجاور لمسكنه أسبوعيا، وعلقت قناة الجزيرة والتي كانت قد أطلقت حملة للمطالبة بإطلاق سراحه قائلة: إن السلطات المصرية ألقت القبض على محمود حسين دون أن «توجه إليه اتهامات رسمية أو تقدمه للمحاكمة».

## ردود الفعل

### عربية
- استنكرت شبكة الجزيرة الإعلامية اعتقال منتج الأخبار في قناة الجزيرة الإخبارية محمود حسين، كما أدانت في بيان رسمي لها ما قامت به السلطات المصرية من أجل انتزاع أقوال لمحمود ونشرها للعلن.
- أكدت الشبكة العربية لمعلومات حقوق الإنسان على أن اعتقال الصحفي محمود حسين يشير إلى استمرار الحكومة المصرية في التضييق على حرية الصحافة ومطاردة الصحفيين، ليس بسبب ارتكابهم أي جريمة وإنما لعملهم في قنوات لا ترضى عنها الدولة.[8]

### دولية
- صرح رئيس الاتحاد الدولي للصحفيين فيليب لوريت بأنه سيحتج أمام السفارة المصرية في بروكسل وسيبعث برسالة إلى الرئيس المصري يطلب فيها إطلاق محمود وشقيقيه.